# Flaga Uzbekistanu
Flaga Uzbekistanu – jeden z symboli państwowych Uzbekistanu. 

## Historia i symbolika
Flaga składa się z trzech poziomych pasów: błękitnego, białego i zielonego, które są rozdzielone cienkimi czerwonymi liniami. Na błękitnym tle znajduje się półksiężyc i 12 gwiazd. Flaga została przyjęta 18 listopada 1991. Zastąpiła ona używaną poprzednio flagę Uzbeckiej Socjalistycznej Republiki Radzieckiej.
Błękit jest barwą narodów tureckich. Jest to także barwa Timura, który w XIV wieku stworzył i władał wielkim imperium środkowoazjatyckim ze stolicą w Samarkandzie. Kolor ten jest symbolem wiecznego nieba i ludzi jako jednego z fundamentalnych źródeł życia. Barwa biała oznacza pokój i tradycyjne uzbeckie życzenie bezpiecznej podróży oraz dążenie do czystości myśli i czynów. Zieleń to kolor natury, płodności i nowego życia, a także kolor islamu.
Czerwone obrzeżenia reprezentują siły witalne wszystkich organizmów żywych, łącząc dobro i czystość idei z wiecznym niebem i działalnością na ziemi. Półksiężyc jest symbolem religii muzułmańskiej. Reprezentuje też nową republikę. Dwanaście gwiazd symbolizuje dwanaście miesięcy uzbeckiego kalendarza solarnego.

## Galeria

Flaga Uzbeckiej Socjalistycznej Republiki Radzieckiej (1952-1991)
Flaga Sił Zbrojnych Uzbekistanu
Flaga Uzbekistanu - budowa
Flaga Uzbekistanu - wersja pionowa
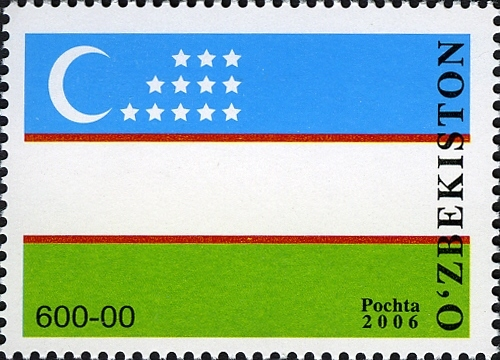
Flaga Uzbekistanu na znaczku pocztowym (2006)
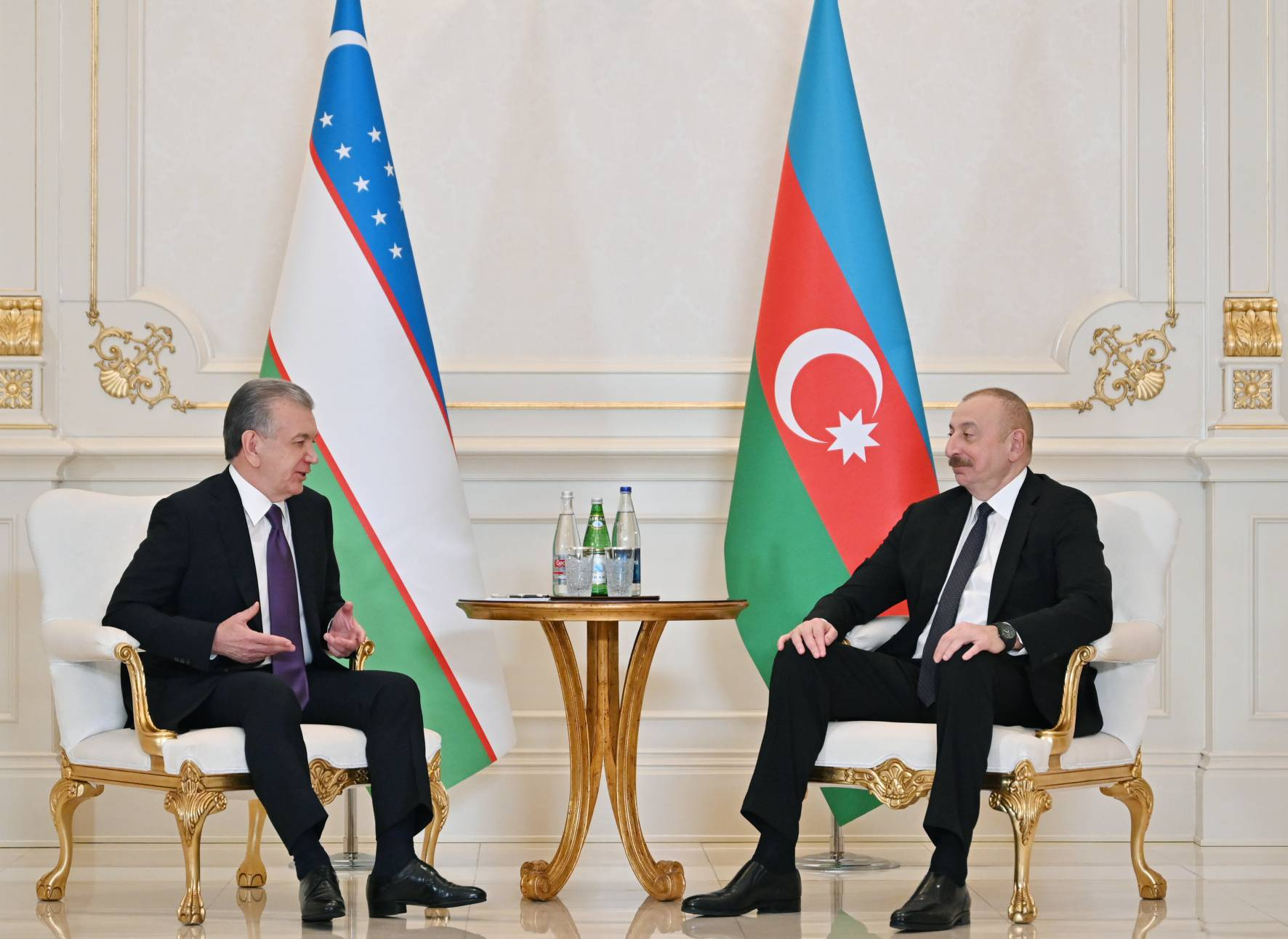
Spotkanie Prezydentów Uzbekistanu i Azerbejdżanu - w tle flagi obu państw
Flaga Karakałpacji - wzorowana na fladze Uzbekistanu